# Gillian Sorensen
Gillian Sorensen, nubile Gillian Martin (...), è una politica statunitense.
È l'ex assistente del segretario generale per le relazioni esterne delle Nazioni Unite. Sorensen abitualmente lavora con gruppi e organizzazioni che trattano di pace, giustizia, sviluppo, profughi e diritti umani. Ella recentemente si è rivolta al National Model United Nations (NMUN) (marzo 2018), destinato a studenti di oltre 130 paesi.
Sorensen prestava servizio abitualmente nell'ufficio dell'International Rescue Committee e come membro del Council on Foreign Relations.

## Vita privata
Sorensen crebbe in Michigan, figlia di genitori che erano attivi in politica e problemi civili.
È laureata presso lo Smith College e ha studiato alla Sorbona. È stata per due volte membro dell'Institute of Politics presso la John F. Kennedy School of Government alla Harvard University.
Gillian Sorensen è la vedova di Theodor C. Sorensen, che fu il redattore dei discorsi del Presidente John F. Kennedy e Consigliere Speciale del Presidente alla Casa Bianca; sono i genitori di Juliet Sorensen.